# Choe Hyo-sim
Choe Hyo-sim (kor. 최효심; ur. 5 grudnia 1993) – północnokoreańska sztangistka, srebrna medalistka olimpijska i trzykrotna medalistka mistrzostw świata.
Na igrzyskach olimpijskich w Rio de Janeiro w 2016 roku wywalczyła srebrny medal w wadze średniej. W zawodach tych rozdzieliła na podium Chinkę Deng Wei i Karinę Goriczewą z Kazachstanu. Był to jej jedyny start olimpijski. Zdobyła ponadto srebrny medal w tej samej kategorii wagowej na mistrzostwach świata w Pattayi w 2019 roku oraz brązowe podczas mistrzostw świata w Ałmaty w 2014 roku i mistrzostw świata w Houston rok później.